# Armando Saliva
Armando "Mandy" Saliva (n.Avellaneda, 9 de enero de 1957) es un empresario,y político argentino. Es presidente del partido PRO-Propuesta Republicana en la provincia de Entre Ríos, y fue candidato a gobernador por dicho espacio en la misma provincia en las elecciones generales de 2011.

## Biografía
Cursó sus estudios secundarios en el Colegio Nacional "Alejandro Carbó" de la ciudad de Concordia, para luego trasladarse a Concepción del Uruguay. Retornó a la ciudad de Concordia, para comenzar con su carrera empresarial.

## Actividad Política
Saliva comenzó su carrera política en el año 2003, fundando el partido vecinal "Todos por Concordia" con quien se presentó a las elecciones generales como candidato a intendente de dicha ciudad. En aquella oportunidad obtuvo el 17,65% de los votos, quedando en segundo lugar, detrás de Juan Carlos Cresto (PJ). Con dicho resultado, obtuvo dos bancas en el Concejo Deliberante de la ciudad.
En 2007 su partido vecinal se alió al partido nacional PRO, liderado por el actual Jefe de Gobierno de la Ciudad de Buenos Aires, Mauricio Macri. En aquella oportunidad volvió a presentarse como candidato a Intendente, pero esta vez los resultados no fueron buenos. Obtuvo solamente 3800 votos, lo cual imposibilitó tener al menos un concejal propio. Luego de aquella elección, dejaría "Todos por Concordia" para pasar a formar parte de PRO.
En el año 2008 es elegido presidente de PRO en la provincia de Entre Ríos, cargo en el que fue reelegido en abril de 2011, luego de que su partido se fusionara con Recrear, para pasar a ser PRO-Propuesta Republicana.
En el 2009 su espacio lo eligió para que fuera el 1° candidato a Diputado Nacional, en las elecciones que se llevaron a cabo el 28 de junio de ese año. Entre Ríos renovó 5 bancas en el Congreso en aquella oportunidad. PRO obtuvo el 9,60% de los votos
En 2011, Saliva encabeza la lista de PRO-Propuesta Republicana como candidato a gobernador para las elecciones del 23 de octubre, obtiene solo el 2,49 (15.951 votos), resultado menor que el que la propia fuerza obtuviera en 2007 cuando Pro no era una fuerza nacional.
En 2013, Saliva se aparta de la conducción del PRO Entre Ríos tras un episodio violento que le relacionan en una reunión en la ciudad de Villaguay el 1.º de junio de 2013, con militantes que apoyaban la alianza con Alfredo De Angeli y Jorge Busti, el público episodio marco la salida de Saliva forzado por la conducción nacional de PRO.